# Ellis Yochelson
Ellis Leon Yochelson (* 14. November 1928 in Washington, D.C.; † 20. August 2006 im Distrikt Washington, D.C.) war ein US-amerikanischer Paläontologe.

## Leben
Er studierte an der University of Kansas, wo er 1949 seinen Bachelor und 1950 seinen Master-Abschluss in Geologie machte. 1955 wurde er an der Columbia University in Geologie promoviert. Ab 1952 bis 1985 war er in der Abteilung Paläontologie und Stratigraphie des US Geological Survey, angesiedelt ab 1964 am National Museum of Natural History in Washington D. C. (Smithsonian), wo er auch noch nach seiner Emeritierung weiterarbeitete. Er hielt daneben Vorlesungen an der American University, der George Washington University, der University of Maryland und der University of Delaware.

## Werk
Yochelson war ein Experte für fossile Mollusken, speziell Schnecken (Gastropoden), aber auch Kahnfüßer, Käferschnecken und Einschaler. 1993 rekonstruierte er mit Michail Alexandrowitsch Fedonkin das nur aus den von ihm hinterlassenen Spuren bekannte Tier Climactichnites aus dem Kambrium. Die Kriechspuren sehen wie Motorradspuren im Sand aus und fanden sich bisher nur in Nordamerika. Das Tier hat keine fossilen Hartteile hinterlassen und war einer der ersten Tiere, die an Land gingen. Er untersuchte dazu alle bekannten Funde der Kriechspuren.
1977 schlug er die Einführung einer eigenen Stammesgruppe (Phylum) namens Agmata für die ausgestorbene Gattung Salterella des Kambrium vor.
Er befasste sich auch mit Wissenschaftsgeschichte und veröffentlichte nach 40 Jahren Arbeit an dem Buch eine zweibändige Biographie von Charles Doolittle Walcott, einem führenden Paläontologen der USA speziell für das Kambrium.

## Mitgliedschaften und Ehrungen
2003 erhielt er den Preis für Geschichte der Geologie der Geological Society of America. 1979 war er Generalsekretär des 9. Internationalen Kongresses für Karbon Stratigraphie.
Er war Gründer 1969 der North American Paleontological Convention (NAPC) und 1976 Präsident der Paleontological Society. 1989 war er Präsident der History of Earth Science Society.
Da er auch in der Antarktis arbeitete, wurde Yochelson Ridge dort nach ihm benannt (Heritage Range, Ellsworth Mountains).

## Schriften
- Charles Doolittle Walcott. Paleontologist, The Kent State University Press, 1998
- The National Museum of Natural History : 75 years in the Natural History Building, Smithsonian Institution Press 1985